# Риналдо и Армида (Анибале Карачи)
„Риналдо и Армида“ (на италиански: „Rinaldo e Armida“) е картина на италианския художник Анибале Карачи от около 1601 г. Картината (233 х 154 см.) е изложена в Зала 20 на Национален музей „Каподимонте“ в Неапол. Използваната техника е маслени бои върху платно. Показан е епизод от шестнадесета песен от поемата „Освободеният Йерусалим“ (1580) от Торкуато Тасо.

## Карачи и „Освободеният Ерусалим“
Художниците от фамилията Карачи – Лудовико, Агостино и Анибале Карачи споделят същественото начало на графичното и изобразителното представяне на поемата на Тасо.
Първото илюстрирано издание на „Освободеният Йерусалим“, публикувано в Генуа през 1590 г., е придружено от 20 гравюри (плюс заглавната страница), половината от които са на Агостино Карачи, като са заимствани от рисунки на Бернардо Кастело.
От своя страна Лудовико Карачи през 1593 г. рисува картина, изобразяваща Риналдо и Армада, които се оглеждат в огледало (Неапол, Музей „Каподимонте“), която е сред първите важни изображения на героите от поемата на Торкуато Тасо.
Картината на Анибале Карачи от около 1601 г. е сред най-ранните изображения на героите от стиховете на поета.

## История
Картината е нарисувана за кардинал Одоардо Фарнезе и е предназначена да украсява стаята му в известния семеен дворец, построен от него на брега на река Тибър като място за отдих. Декорацията на помещенията е поверена на братята Анибале и Агостино Карачи, които от няколко години служат на кардинала, занимаващи се с реализацията на стенописите в основната резиденция на семейство Фарнезе.
Анибале Карачи, в допълнение към Риналдо и Армада, рисува също Спящата Венера и купидони (Музей Конде, Франция), поставени в една и съща стая. Двете картини вероятно са свързани една с друга както в хоризонтален аспект, така и заради чувствения заряд, който излъчват.
Подобно на повечето картини –собственост на фамилия Фарнезе и това платно е преместено първо в Парма и след това в Неапол, където в наши дни е изложено в Музей „Каподимонте“.

## Описание и стил
Армада омагьосва Риналдо със своята красота и го отвежда в омагьосаната градина, за да го отвлече от кръстоносния поход, но и тя се влюбва в героя. На картината е изобразен моментът, в който двамата се стремят да погледнат в магическото огледало на Армада.
Всъщност художникът ни показва Риналдо в поза на пълна релаксация и изобилие: мечът му лежи на земята, за да покаже бягството на героя от неговите задължения като кръстоносец. Красивата Армида покрива със златистата си руса коса тези на Риналдо, с което Анибале Карачи иска да подчертае женското въздействие върху смелия рицар след заклинанието в любов. Същият ефект на женско надмощие над героя е подчертан в розовата туника на Риналдо, за разлика от решителното синьо на перелината, покриваща тялото на Армида. Риналдо изглежда почти като древно божество сред класическата архитектура на заден план, богато илюстрирана с релефи, вероятно Дворецът на Армида, споменат от Торкуато Тасо. Вляво сред листата виждаме и приятелите на Риналдо, които скоро ще разкрият магията и ще помогнат на войника да се върне в християнската армия.
Няколко десетилетия по-късно тази творба на Анибале Карачи е заимствана от неговия ученик Доменикино в картина на същата тема, която сега се съхранява в музея Лувър в Париж.

## Картини със същата тема
- Риналдо и Армида, 1593 г., Лудовико Карачи, Музей Каподимонте
- Риналдо и Армида, 1617-1621 г., Доменикино, Лувър, Париж
- Риналдо и Армида, 1640, Паоло Финолио, замъка Аквавива, Конверсано

## Картини на Анибале Карачи в Музей Каподимонте
- Херкулес на кръстопът (Анибале Карачи)
- Пиета (Анибале Карачи)